# Copa do Mundo de Esqui Alpino de 2003
A Copa do Mundo de Esqui Alpino de 2003 foi a 37º edição da Copa do Mundo, ela foi iniciada em outubro de 2002 na Áustria e finalizada em março de 2003 na Noruega.
O austríaco Stephan Eberharter venceu no masculino, enquanto no feminino a croata Janica Kostelić foi a campeã geral.